# Vrijdagmoskee van Damavand
De Vrijdagmoskee van Damavand is een historische moskee in de stad Damavand, gelegen ten oosten van Teheran, in de provincie Teheran, (Iran).
De moskee is gebouwd in 1409 en bevat sporen van Sassanidische architectuur. Verder is er een inscriptie van de naam Ismail I te zien.